# Endre Gertler
Endre Gertler (Budapest, 26 de juliol, 1907 – Brussel·les, 1998. 23 de juliol), va ser un violinista, professor.

## Biografia
El seu pare, Adolf Gertler, era un comerciant nascut a Nové Zámky, i la seva mare era Friderika Berger (1880-1943) Van ser. Els seus avis paterns van ser József Gertler (1837-1920) i Betti Schlesinger, els seus avis materns eren Fülöp Berger i Berta Feigl.
Diversos membres de la família d'Endre Gertler van triar carreres artístiques: un dels seus germans es va convertir en pintor i l'altre germà, Viktor Gertler, es va convertir en director de cinema.
Als sis anys, va començar els seus estudis de violí a Budapest, graduant-se al departament de violí de l'Acadèmia de Música el 1925, on els seus professors van ser Jósef Bloch, Oszkár Studer i Jenő Hubay, el seu professor de composició va ser Zoltán Kodály, i va estudiar música de cambra a la classe de Leó Weiner.
A partir de 1920 va donar concerts; i el 1926 va tocar en una gira de concerts a Bèlgica. Com molts altres alumnes de l'Escola Hubay, Gertler no va continuar la seva carrera a Hongria, i el 1928 es va traslladar a Brussel·les amb una carta de recomanació dels seus professors, on va poder perfeccionar els seus coneixements tècnics amb Eugène Ysaÿe. Els seus primers concerts a Brussel·les van ser seguits per diverses invitacions a concerts a Bèlgica, Països Baixos, Suïssa, França i Itàlia. El 1931 va fundar el Gertler String Quartet, amb el qual van participar en gires d'èxit (1931-1951), però també van donar concerts anuals a Budapest entre 1932 i 1936, incloent-hi els quartets de corda de Bartók en el seu programa.
El seu reconeixement a Bèlgica es demostra pel fet que va ser membre del jurat del Concurs Internacional de Violí Queen Elizabeth a Brussel·les ja el 1937. El 1952, va ser membre del jurat del Concurs Internacional de Violí Henryk Wieniawski de Poznan, on va conèixer el primer premiat Igor Oistrakh, amb qui va mantenir una amistat de tota la vida. El seu art es conserva en nombrosos enregistraments, alguns dels quals han guanyat grans premis internacionals.
Està casat amb la pianista Diane Andersen, amb qui va donar concerts regularment i va fer enregistraments conjunts.

## Compromís amb la música contemporània
Va mantenir constantment les obres mestres de la literatura violinista del segle XX en el seu repertori. El seu concert a l'Acadèmia de Música el 1925, pocs mesos abans del seu concert de graduació, presagia el seu compromís amb la popularització de la música contemporània, interpretant obres de compositors suïssos contemporanis, el Concert per a violí de Hermann Suter i Andreae Rhapsody de Volkmar.
Va tenir una relació artística i personal amb Béla Bartók. Es van conèixer per primera vegada en relació amb la transcripció de la Sonatina per a violí i piano, i més tard van donar concerts junts a Pápa el 1937 i a Anvers i Brussel·les el 1938. La primera interpretació hongaresa del Concert per a violí per a jove, compost per Stefi Geyer, va ser Budapesten (1960), i Paris també es va familiaritzar amb els Concerts per a violí de Bartók i Londres la Sonata per a solista en la interpretació de Gertler. Va gravar totes les obres de Bartók per a violí (inclosos els dos concerts per a violí i els 44 duos amb Josef Suk), i la sèrie d'enregistraments realitzats per la companyia Supraphon amb seu a Praga va guanyar el Grand Prix de Disque a París el 1967.
El 1948, va ser el primer a interpretar el Concert per a violí d'Alban Berg, que era desconegut en aquell moment, a Budapest.
Mátyás Seiber: Enregistrament de Fantasia concertant, Rezső Kókai: Enregistrament de Concert per a violí, Béla Tardos: Enregistrament de sonata mostren el seu compromís amb la música hongaresa.
També va tenir relacions personals amb altres compositors contemporanis com Igor Stravinski, Darius Milhaud, Paul Hindemith i Karl Amadeus Hartmann.

## Treball pedagògic musical
La seva tasca com a professor de música

Endre Gertler també pot presumir d'una reeixida carrera com a professor. A partir del 1940 va ser primer professor de música de cambra al Conservatori Reial de Brussel·les (Chapelle Musicale Reine Elisabeth), i uns anys més tard va ser nomenat professor de violí, càrrec que va ocupar fins als 70 anys, havent estat un professor destacat a la institució durant més de trenta anys. A més, va ser professor a l'Escola Superior de Música de Colònia entre 1954 i 1959 i a l'Escola Superior de Música de Hannover a partir del 1964.
Graham Whettam, compositor i educador musical anglès, escriu sobre Gertler de la següent manera:{{Cita|"Endre Gertler forma part d'una cadena que s'estén d'un excel·lent professor a un altre cèlebre hongarès, Joachim József, i més enllà fins a Felix Mendelssohning."
Entre els seus alumnes més reeixits van ser Joshua Epstein, [Carola Nasdala]], Hedwig Pirlet-Reiners, André Rieu i Rudolf Werthen. Durant els darrers deu anys de la seva vida, va dirigir classes magistrals a la seva ciutat natal d'Uccle. Estava encantat de compartir la seva rica experiència a casa, i durant molts anys després de la seva fundació, va ser professor visitant al Seminari Bartók.

## Els seus premis
- Premi Pro Cultura Hongarès
- Orde del Mèrit de la República Federal d'Alemanya
- Cavallers de l'Orde de les Arts i les Lletres (França)
- Membre honorari de la Royal Academy of Music (Anglaterra)

## Obra
- Bartók: Sonata No. 1 / Sonatina / Hungarian Folk Songs, Supraphon SUA ST 50650
- Bartók: Sonata per a violí i piano núm. 2 / Sonata per a violí sol, Supraphon SUA ST 50481
- Bartók Concert per a violí i orquestra núm. 1, op. Posth., Supraphon SUA ST 50466
- Bartók Violin Concerto No. 2, Supraphon SUA ST 50696,
- Bartók Two Rapsodies per a violí i orquestra, Supraphon SUA ST 50466
- Bartók: Sonata per a violí i piano (inèdit), Supraphon SUA ST 50740
- Bartók: "Contrasts" per a violí, clarinet i piano, Supraphon SUA ST 50740
- Bartók: 44 Duos For Violins (LP), Supraphon
- A. Berg: Concert per a violí, Columbia 33C 1030
- Kókai Rezső: Hegedűverseseny, Hungaroton Classic HCD 31990
- Malipiero: Concert per a violí núm. 1. Supraphon SU 3904-2 (CD)
- Alfredo Casella. Concert per a violí en la menor, op. 48, Supraphon SU 3904-2 (CD)
- Mátyás Seiber: Fantasia Concertante per a violí i cordes, Supraphon

## Membre del jurat
- Concurs Reina Elisabet Bèlgica Brussel·les,[13]
- Concurs Paganini, Gènova (Itàlia)
- Concurs Internacional de Violí. H. Wieniawski Poznan (Polònia)
- Concurs Internacional de Música de Ginebra, (Suïssa)
- Concurs Internacional de Música Vianna da Motta, (Portugal)
- Concurs Enescu a Bucarest (Romania)
- Concurs Bartók a Budapest (Hongria)
- Concurs Internacional de Violí Jean Sibelius a Hèlsinki (Finlàndia)
- Concurs Internacional Curci a Nàpols (Itàlia)
- Concurs Internacional de Violí de Londres a Flesch (Anglaterra)